# 梅塞加尔德塔霍
梅塞加尔德塔霍，是西班牙卡斯蒂利亚-拉曼恰托莱多省的一个市镇。总面积18平方公里，总人口227人（2001年），人口密度13人/平方公里。